# 110e régiment d'infanterie territoriale
Pour les articles homonymes, voir 110e régiment.
Le 110e régiment d'infanterie territoriale est un régiment d'infanterie de l'armée de terre française qui a participé à la Première Guerre mondiale.

## Création et différentes dénominations
- mars 1875 : le 110e régiment d'infanterie territoriale reçoit son numéro en prévision de la mobilisation[1].
- août 1914 : formation du 110e régiment d'infanterie territoriale
- août 1918 : dissolution, formation de deux bataillons de pionniers et d'un bataillon de mitrailleuses

## Chefs de corps
- août 1914 -juillet 1915 : lieutenant-colonel Pillon[2]
- juillet 1915 - août 1918 : lieutenant-colonel Olivaint[3]

## Historique des garnisons, combats et batailles du110eRIT

### Première Guerre mondiale

#### Affectations
- 187e brigade de la 94e division d'infanterie territoriale d'août à septembre 1914[4]
- Disponibles de septembre 1914 à juin 1915[5]
- Réserve d'infanterie du 16e corps d'armée  de juin 1915 à avril 1916[5]
- Réserve d'infanterie du 18e corps d'armée  à partir d'avril 1916[5]
- Un bataillon de pionniers à la 1re division d'infanterie et un à la 33e division d'infanterie d'août à novembre 1918[4]

#### 1914
- Mobilisé en à Romans-sur-Isère en 14e région militaire

## Drapeau

Dessin du revers du drapeau du.

Il porte, cousues en lettres d'or dans ses plis, les inscriptions suivantes :
- Verdun 1916

Le régiment est cité à l'ordre du 18e corps d'armée le 19 mai 1917 et son drapeau porte donc la croix de guerre 1914-1918.